# シックス・ストリング・サムライ
『シックス・ストリング・サムライ』（Six-String Samurai）は、1998年のアメリカ映画。
香港でアクションと武術を修行したというジェフリー・ファルコンが製作と主演を兼ねた荒唐無稽なSFアクション映画。主人公はバディ・ホリーをモチーフにしたという。

## ストーリー
1957年、ソ連が核爆弾を投下した事によってアメリカ合衆国は崩壊した。しかしラスベガスだけは唯一健在であり、"キング"エルヴィス・プレスリーによって自由の楽園"ロスト・ベガス"として栄えていた。だが40年間ロックンロールを歌い続けたプレスリーは死に、ベガスは新たな"キング"を求めていた。噂を聞きつけたロックンローラーたちは己こそが次の"キング"となるべくベガスを目指し、荒廃したアメリカを旅していた……。
野盗によって眼の前で母を殺された少年キッドは、そこをおんぼろ傘にタキシード、ギターに仕込んだ日本刀とカンフーで敵を薙ぎ払う、黒縁メガネの"シックス・ストリング・サムライ"バディによって助けられる。ベガスを目指すバディの後を追うキッドは、バディに邪険にされながらも持ち前の機械技術と機転で彼を助け、共に荒野の人食い一家や宇宙飛行士、ソビエト赤軍といった脅威をくぐり抜けて旅を続けていく。当初は甘えた子供に過ぎなかったキッドも、バディとの旅を通して勇気ある一人前の少年へと成長していく。
だがベガスを目指しているのはバディだけではない。バンドを率いて邪魔なロックンローラーを次々と殺しながら突き進むメタルロッカー"デス"は、バディこそが自身の最大の障壁と睨んで刺客を送り込み、遂には彼自身がバディたちの行く手に立ちはだかる。
バディとの直接演奏対決に敗れたデスは、配下のバンドにバディとキッドを矢で射殺すように命令する。バディはキッドをかばったことで致命傷を負いながらも、キッドの届けてくれた刀でデスと死闘を繰り広げるが、ついに力尽きてしまう。残されたキッドはデスに唾を吐きかけた事でその弱点が水である事に気が付き、水筒の水を浴びせて遂にデスを打ち負かす。デスに雇われていたバンドたちはキッドに敬意を表し、バンドを組むならいつでも呼んでくれと告げて立ち去る。キッドはたった一人荒野に残され、バディとの旅の終わりを受け入れる。
キッドは バディの志と夢とギターを受け継ぎ、たった一人で旅を続けていく。やがて長い道のりの果てにキッドが"シックス・ストリング・サムライ"として成長したその時、彼は遂に"ロスト・ベガス"へとたどり着くのであった。

## スタッフ
- 製作・監督・脚本：ランス・マンギア
- 製作・脚本・原案:ジェフリー・ファルコン
- 製作総指揮：マイケル・バーンズ
- 製作：リアンナ・クリール
- 撮影：クリスチャン・ベルニエ
- 音楽：ブライアン・タイラー

## キャスト
※括弧内は日本語吹替
- バディ - ジェフリー・ファルコン（家中宏）
- キッド - ジャスティン・マッガイア（岡村明美）
- デス - ステファン・ゴーガー（仲野裕）
- サイコ - クリフォード・ヒューゴ（喜田あゆ美）
- ウォード - ダン・バートン（小島敏彦）
- ハリエット - ローラ・ウィッティ（定岡小百合）
- 母 - キム・デ・アンジェロ
- デス - ステファン・ゴーガー / 声 - レックス・ラング